# エウス
エウス （Eus、表記はカタルーニャ語も同じくEus、発音はフランス語・カタルーニャ語とも /ɛws/）は、フランス、オクシタニー地域圏、ピレネー＝オリアンタル県のコミューン。フランスの最も美しい村の1つ。

## 歴史

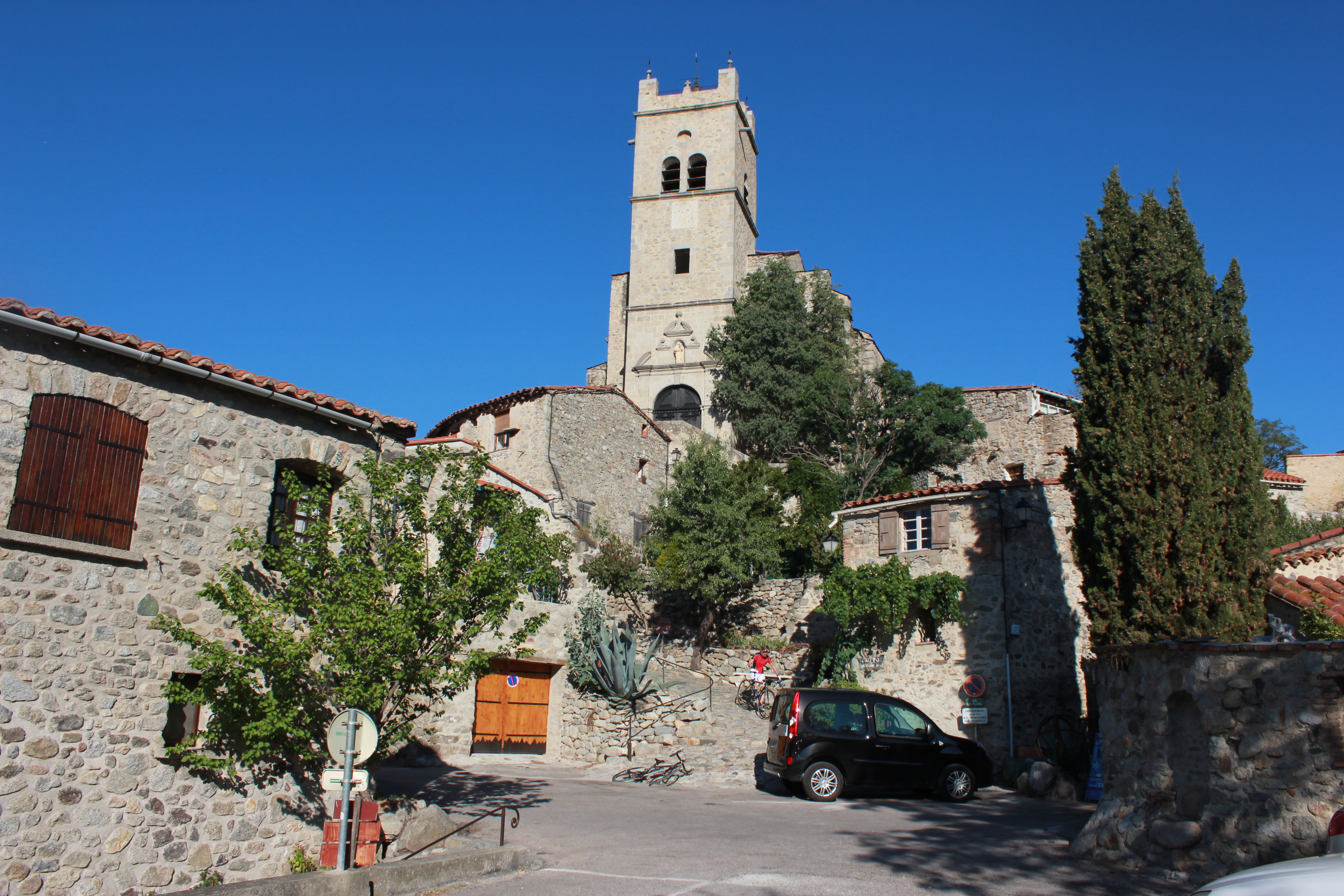
サン・ヴァンサン教会

エウスから徒歩で往復できるコムの集落が、844年に言及されている。そこには12世紀に建てられたサンテチエンヌに捧げられた教会があり、1218年に教区教会となった。1828年、コムはエウスと合併した。複数回の干ばつが起こり、コムの住民は徐々に減り、第二次世界大戦後にはついに放棄された。それにもかかわらず教区教会は今日復元されている。

## 人口統計
| 1962年 | 1968年 | 1975年 | 1982年 | 1990年 | 1999年 | 2007年 | 2010年 |
| ------ | ------ | ------ | ------ | ------ | ------ | ------ | ------ |
| 370    | 370    | 330    | 355    | 361    | 375    | 400    | 407    |

参照元:INSEE · 